# Tiger Rag
Der Tiger Rag ist ein Song des frühen Jazz, der auch unter dem Titel Hold That Tiger bekannt ist. Als Komponist des Stückes, das 1917 veröffentlicht wurde, ist häufig Nick LaRocca eingetragen; der Text stammt von Harry DeCosta. Das Stück, das auf einem der ersten Tonträger des Jazz aufgenommen wurde, entwickelte sich rasch zum Jazzstandard und wird, insbesondere im Dixieland Jazz, bis heute häufig gespielt. Es ist vermutlich der bekannteste Jazztitel.

## Entstehungsgeschichte
Die Urheberschaft des Tiger Rag ist höchst umstritten. Zunächst gab Bandleader Nick LaRocca an, die Melodie komponiert zu haben. La Rocca zufolge legten die „Akkorde bekannter Melodien“ die Grundlage für das Stück, und zwar La Paloma, London Bridge is Falling Down und der National Emblem March von John Philip Sousa. Jelly Roll Morton wollte den Titel ebenfalls komponiert haben; ihm zufolge beruhte er auf den Harmonien einer französischen Quadrille. Andere Buchautoren schrieben es dem Posaunisten und Leiter des Crescent City Orchestra, Jack Carey, zu. Der neueren Jazzforschung zufolge war das Stück in New Orleans unter dem Titel Number Two weithin bekannt, dessen Komponist Johnny De Droit war. Bei der ASCAP sind für Hold That Tiger offiziell der Arrangeur John M. Higgins und Texter Harry DeCosta registriert.
Der Tiger Rag besteht musikalisch aus vier Formteilen, die wie im klassischen Ragtime aneinandergefügt sind. Er besitzt so die typische Marschform wie beinahe alle Ragtime-Stücke, und zwar drei Teile mit fünf Themen: A–B; C–D; E. Im ersten Teil ist A achttaktig und wird wiederholt, das ebenfalls achttaktige B wird nicht wiederholt und geht in eine Reprise von A über. Je 16 Takte weisen B und C auf, die ohne Wiederholung auskommen. Der dritte Teil (E) wiederum besteht aus 32 Takten, der den Chorus darstellt und mit den Worten „Hold that tiger“ und „Where’s that tiger?“ betextet wurde. Hier ist häufig zusätzlich ein Lippenglissando oder auch ein Growlen der Posaune zu hören. Dieser Teil ist auch die Improvisationsgrundlage.

Original Dixieland Jass Band - Tiger Rag (1917)

Der Titel enthält den „Tiger“, die niedrigste Pokerkarte, mit der man in der Lage sein kann, eine Pokerpartie zu gewinnen, wenn man die Karte bis zum Schluss des Spiels in der Hand hält („hold the tiger“). Das Wort „Rag“ ist eine Kurzform des Ragtime, dessen Blütezeit 1917 gerade zu Ende ging, als das Lied entstand. Der dürftige Liedtext handelt von der wortkargen Kommunikation während eines Pokerspiels, bei dem jemand nach der Karte fragt („Where’s that Tiger?“) mit der Aufforderung, sie zunächst zurückzuhalten und dann zu präsentieren („choke him poke him“).

## Veröffentlichung und Erfolg
Die Original Dixieland Jass Band nahm das Stück – das auf einem der ersten Tonträger des Jazz aufgenommen wurde – erstmals am 17. August 1917 auf; diese Aufnahme erschien im September 1917 als Ostrich Walk / Tiger Rag (Aeolian Vocalion 1206), ohne in die Hitparaden zu gelangen. Ein wirkungsvolleres Remake vom 25. März 1918 in der Besetzung Nick LaRocca (Kornett), Larry Shields (Klarinette), Eddie Edwards (Posaune), Harry Ragas (Piano) und Anthony Sbarbaro (Schlagzeug) erschien beim Plattenlabel Victor bereits als Original Dixieland Jazz Band. Die Neueinspielung erschien als Skeleton Jangle / Tiger Rag (Hold that Tiger!) (Victor Records 18472) im August 1918 und wurde für 2 Wochen zum Nummer-eins-Hit.
In den nächsten Jahren spielte die Band das Stück immer wieder ein. „1923 zum Beispiel wird das Tempo gemütlicher angegangen, die Solo-Teile sind stärker herausgearbeitet, die Dixieland-Ur-Besetzung mit Trompete, Klarinette und Posaune ist durch das Modeinstrument Saxophon ergänzt.“ Auf der Fassung 1924 trägt Bix Beiderbecke ein längeres Solo bei.
Aufgrund seiner kulturellen und historischen Bedeutung für die Vereinigten Staaten wurde der Song Tiger Rag, gespielt von der Original Dixieland Jazz Band, am 27. Januar 2003 in die National Recording Registry der Library of Congress aufgenommen. Das National Recording Preservation Board führt als Begründung aus: „Obwohl es nicht das beste Ensemble seiner Zeit war, initiierten die ersten Aufnahmen der Original Dixieland Jazz Band eine Begeisterung für eine neue Kunstform – den Jazz.“

## Coverversionen

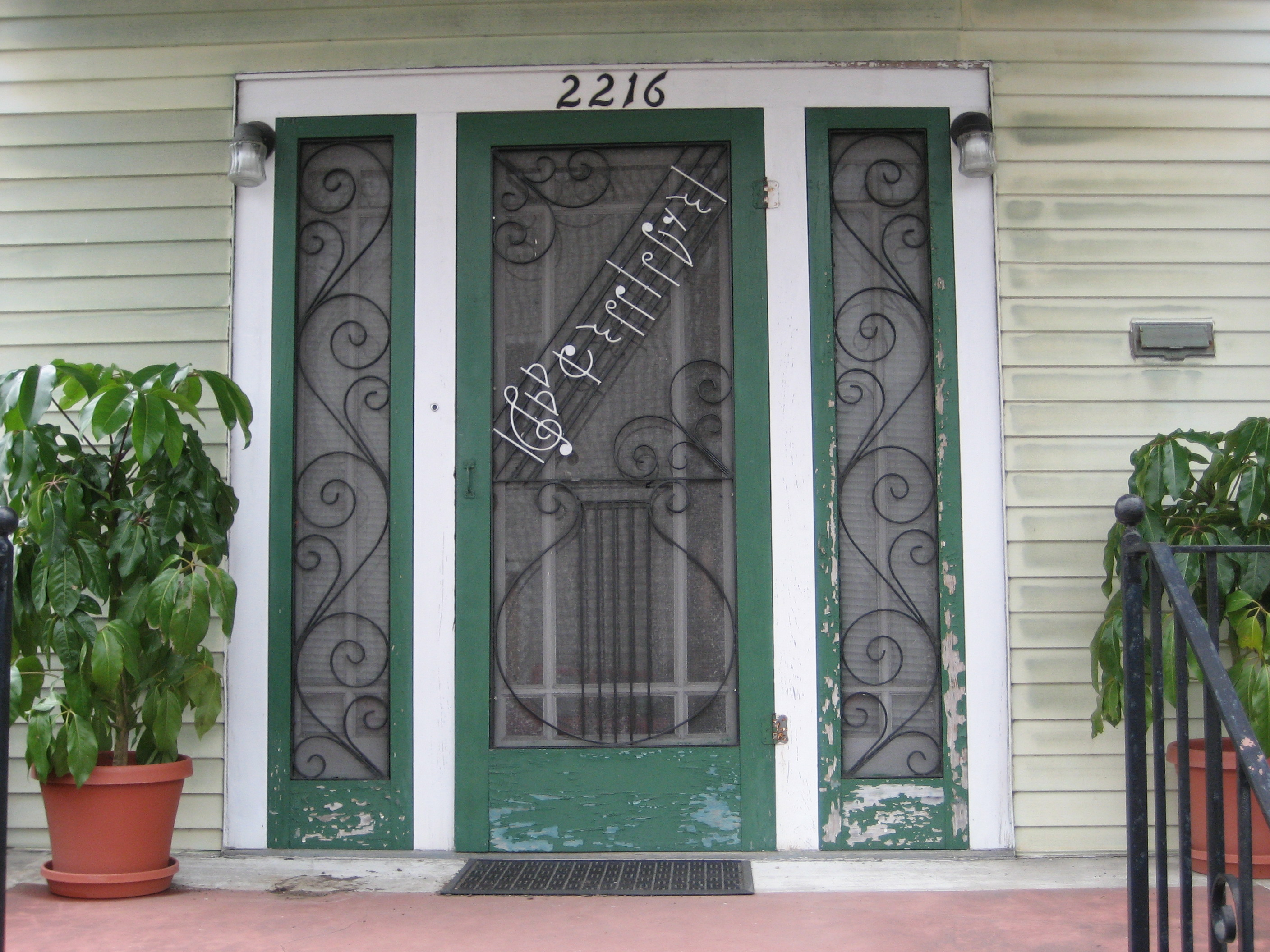
Die Anfangsnoten von „Tiger Rag“ an LaRoccas Haus in New Orleans

Hans-Jürgen Schaal zufolge wurde der Tiger Rag „zum Inbebriff dessen, was Jazz um 1920 in weiten Teilen der Welt bedeutete: schnelle, rhythmische, wilde, ekstatische Tanzmusik mit kollektiver Improvisation, knappen Riffs und witzigen Breaks.“ Der Tiger Rag rangiert deshalb mit 136 Aufnahmen nach dem St. Louis Blues (165 Aufnahmen) an zweiter Stelle der meistaufgenommenen Jazzstandards. Er wird insbesondere im Dixieland Jazz bis heute häufig gespielt. Die Version durch Frank Groundsells Original Excentric Band (12. Dezember 1919; Homokord 15984) vermerkt auf dem deutschen Markt erstmals die Bezeichnung „Jazz“ auf dem Label und gilt als die erste deutsche Jazzplatte, veröffentlicht am 15. Januar 1920; allerdings spielt die Band „die Musik nach Noten ab, ohne zu wissen, was Jazz ist und wie er gespielt werden soll.“ US-Coverversionen brachten unter anderem Ethel Waters (aufgenommen im Juli 1922; #14), New Orleans Rhythm Kings (30. August 1922), Ted Lewis (5. Januar 1923; #8), Jelly Roll Morton’s Kings of Jazz (April 1924), Paul Whiteman (11. April 1926), Tommy Dorsey (10. November 1928), Duke Ellington (8. Januar 1929), Louis Armstrong & his Orchestra (4. Mai 1930), Ray Noble (4. Oktober 1933; 6) oder Les Paul & Mary Ford (Januar 1952; 2) auf den Markt.
Unter den Coverversionen gibt es lediglich 20 Vokalaufnahmen, deren Text von Harry DeCosta erst 1931 hinzugefügt wurde. Die Vokalversion der Mills Brothers (12. Oktober 1931) verweilte 4 Wochen an Rang eins und entwickelte sich zum Millionenseller.
Während der NS-Diktatur wurde der Tiger Rag, der beim deutschen Publikum weiterhin beliebt war, als „Schwarzer Panther“ eingedeutscht und als Foxtrott getanzt. Es war die Version der Tanzkapelle von Willi Stanke, der das Stück 1942 nur in wenigen Noten änderte und unter dem neuen Namen herausbrachte. Eine weitere Aufnahme dieser Version gab es vom Orchester Hans Georg Schütz. Selbst nach dem Ende des Zweiten Weltkriegs wurde der Tiger Rag unter dem deutschen Titel aufgeführt. Im modernen Jazz gibt es nur vereinzelte Interpretationen, etwa durch Charlie Parker (10. September 1947, mit dem Intro von Shaw Nuff); allerdings beruhen auf der Komposition die Stücke Daybreak Express, Hot and Bothered, Slippery Horn und Braggin' in Brass. Pierre Dørge entwickelte die Komposition zum New Tiger Rag weiter.